# 574 Reginhild
574 Reginhild је астероид главног астероидног појаса са пречником од приближно 7,46 km.
Афел астероида је на удаљености од 2,792 астрономских јединица (АЈ) од Сунца, а перихел на 1,712 АЈ.
Ексцентрицитет орбите износи 0,239, инклинација (нагиб) орбите у односу на раван еклиптике 5,685 степени, а орбитални период износи 1234,764 дана (3,380 године).
Апсолутна магнитуда астероида је 12,30 а геометријски албедо 0,381.
Астероид је откривен 19. септембра 1905. године.